# أندرو ويلكي
أندرو ويلكي هو ضابط استخبارات وسياسي أسترالي، ولد في 8 نوفمبر 1961 في تامورث في أستراليا. انتخب عضو مجلس النواب الأسترالي ‏ عن دائرة Division of Clark ‏ (18 مايو 2019 – ) وانتخب عضو مجلس النواب الأسترالي ‏ عن دائرة Division of Denison ‏ (21 أغسطس 2010 – 18 مايو 2019).

## وصلات خارجية
- الموقع الرسمي